# Phil Coulter
Phil Coulter   (Derry, 19 de febrer de 1942) és un músic, compositor i productor discogràfic irlandès de Derry, Irlanda del Nord. Va ser guardonat amb la Insígnia d'Or de l'Acadèmia Britànica de Compositors, Compositors i Autors l'octubre de 2009.
Coulter ha acumulat 23 discos de platí, 39 discs d'or, 52 discs de plata, dos premis Eurovision del Gran Premi; cinc premis Ivor Novello, que inclou el compositor de cançons de l'any; tres premis de la Societat Americana de Compositors, Autors i Editors; una nominació als Grammy; un Meteor Award, un National Entertainment Award i una Rose d'or d'Antibes. És un dels majors venedors de discos a la seva terra natal.

## Anys de joventut
Coulter va néixer a Derry, Irlanda del Nord, durant l'apogeu de la Segona Guerra Mundial, on el seu pare (de Strangford, comtat de Down) era un dels minoritaris policies catòlics del "Royal Ulster Constabulary". La seva mare era de Belfast. Va ser el quart fill amb dos germans i una germana més grans i una germana menor, nascuts cadascun amb un any de diferència entre ells, en una casa adossada de dues plantes.
El pare de Coulter, també anomenat Phil, animava la música a la casa. Tocava el violí mentre la seva dona tocava el piano vertical. El jove Coulter recorda aquest piano, fabricat per Challen, com "el moble més important de la casa". "Sempre em vaig mantenir allunyat del violí, després d'haver causat prou dolor a la meva família amb el piano", va riure. Coulter confessa que va estar a punt d'abandonar el piano a una edat primerenca. "La veritat és que al principi odiava el piano. M'encantaria dir que era natural, però no. Odiava tocar-lo i odiava el meu professor de música. El meu pare, que era un home espavilat, em va dir: "Hem de fer un estalvi i estalviar per pagar aquestes lliçons, i també podríeu deixar-les". "No vaig trigar a tornar al piano, intentant reproduir les cançons que escoltava a la ràdio. Sempre em vaig preguntar què se suposava que feia la meva mà esquerra. Però després de dos o tres anys a St. Columb's College Vaig començar a pensar en el piano com una extensió de mi mateix ".
Una de les cançons més populars de Coulter, "The Town I Loved So Well", tracta sobre la ciutat embolicada de la seva joventut, plena de "aquell maleït filferro de pues" durant els "Troubles" (Conflictes).

## Educació
Coulter va passar els anys de secundària al "St. Columb's College". Posteriorment, va estudiar música i francès a la "Queen's University de Belfast" (QUB).

## Inicis d'una carrera musical
Va començar la seva primera banda a la "Queen's University", tocant música rock and roll antiga tot i estudiar música clàssica. Coulter també va ser fundador del Glee Club, que va organitzar esdeveniments musicals per a la universitat. El 1964, darrer any a la universitat, Coulter ja havia escrit un parell de cançons d'èxit a Irlanda i es va traslladar a Londres, on el seu primer treball va ser com a arranjador / compositor amb una editorial de música al carrer de Dinamarca. A partir d'aquí va ser contractat per treballar amb actes com Billy Connolly, Van Morrison, Jerry Lee Lewis i Tom Jones.
Va escriure "Foolin 'Time" (1963), un èxit per al "Capitol Showband". Altres cançons a les quals va col·laborar durant aquell temps van incloure el seu arranjament de "Terry" (1964), un èxit número 4 del Regne Unit per a Twinkle, a més de co-escriure "I Can Only Give You Everything", que originalment era enregistrat per Them (band).

## Col·laboració amb Bill Martin
El 1965, va conèixer a Bill Martin i els dos es van consolidar com un equip de composició amb èxit que va durar més de deu anys (Martin per les lletres, Coulter per la melodia). Van escriure l'entrada de Sandie Shaw guanyadora de l'Eurovisió el 1967, "Puppet on a String", que es va convertir en un èxit internacional que es va enregistrar més de 100 vegades. L'any següent la seva cançó "Congratulations", cantada per Cliff Richard, va quedar segona a l'Eurovisió. El 2008, un documental espanyol afirmava que li havien robat la victòria a Cliff Richard després que el general Francisco Franco forcés la votació. El que va fer la reclamació al documental, José María Íñigo, va dir més tard que les seves paraules havien estat retirades del context. Set anys després de "Congratulations", una altra cançó de Coulter, "Toi", coescrita amb Pierre Cour, va ser interpretada com a entrada a Luxemburg per la futura esposa de Coulter, Geraldine, a Estocolm. Coulter va dirigir l'orquestra de la cançó, que va quedar cinquena. Coulter i Martin també van escriure "Shine It On", que va acabar tercer en l'estiu de 1978 de "A Song for Europe", interpretada per l'intèrpret de Glasgow, Christian.
Entre el 1967 i el 1976 van tenir quatre èxits número 1 al Regne Unit: "Puppet on a String", "Enhorabona", "Back Home" i "Forever and Ever". També hi va haver nombrosos èxits del Top 10, incloent "Shang-A-Lang" dels Bay City Rollers, "Fancy Pants" de la banda de glam rock Kenny, "Requiem" del grup de pop escocès Slik, i "Surround Yourself with Sorrow" de Cilla Black. El 1975, Martin i Coulter van rebre conjuntament un premi Ivor Novello per "Compositor de l'any".
"The Bay City Rollers" va tenir un èxit número 1 el 1976 a la llista "Billboard Hot 100" dels EUA amb "Saturday Night", una cançó que no es va llançar com a senzill al Regne Unit. Hi va haver tres èxits núm. 1 als Estats Units per als compositors, els altres dos (que van ser els primers llocs de les llistes de "Billboard Hot Country Songs" i de les llistes per a adults contemporanis respectivament) van ser "Gràcies", interpretats per Bill Anderson i "My Boy", cantada per Elvis Presley.
També van contribuir amb música incidental a la sèrie de televisió Spider-Man del 1967, i Coulter també va escriure la partitura a la versió cinematogràfica de The Water Babies del 1978.

## Sideman i productor
A més d'escriure singles d'èxit, Coulter va produir tres àlbums amb Planxty. Christy Moore va escriure:
| « | <"Sense competència, ens va donar un contracte de merda i ho vam signar tot. Tot això, 30 anys en aquest disc sona bé. El va produir bé i... (tenia) la previsió i la manera de gravar la banda a moment en què ningú més escoltava.> | » |

 Coulter va produir, arreglar i escriure la major part de l'àlbum de 1983 de Joe Dolan, "Here and Now". L'àlbum va comptar amb diversos senzills d'èxit, inclòs l'èxit irlandès del Top Ten "Deeper and Deeper", que va continuar essent un element bàsic en els conjunts en directe de Dolan, i va ser també una de les darreres cançons que Dolan va interpretar abans que emmalaltís a l'escenari, durant el que va resultar ser el seu darrer espectacle a Abbeyleix. L'àlbum es va llançar a Sud-àfrica com "Yours Faithfully", on va arribar al número u en una setmana després del llançament.
El 2007, Coulter es va unir a Sharon Browne, una de les creadores de l'èxit de la producció de "Celtic Woman", per col·laborar en la formació d'una versió masculina d'aquesta producció anomenada Celtic Thunder. Una producció escènica a "The Helix" de Dublín es va llançar en DVD com "Celtic Thunder: The Show", i va arribar al cim de la llista "d'Amazon i Billboard Top World Albums" el 2008. Molts dels temes del programa, com ara "That's a Coulter va escriure Woman" i "Heartbreaker". Coulter va renunciar al seu càrrec el 2011.

## Èxit en solitari
El 1984 Coulter es va llançar com a artista per dret propi i va començar llançant un àlbum instrumental en solitari anomenat "Classic Tranquility". El següent, "Sea of Tranquility", va arribar al número 46 a la llista d'àlbums del Regne Unit i va romandre a la llista durant catorze setmanes. L'àlbum de següent, "Phil Coulter's Ireland", va arribar al número 86 al Regne Unit. Es va traslladar de Londres a Irlanda, on va establir la seva empresa editora de música als terrenys de la seva casa a Bray, al sud de Dublín. El lloc web oficial de Coulter assenyala que té uns 23 discos de platí, 39 àlbums d'or i 52 de plata. També manté en blanc una de les parets del seu despatx, "per recordar-me que encara hi ha espai per a molt més".
A la dècada de 1990, Coulter va produir treballs per a "Sinéad O'Connor" i "Boyzone".
El 2001 va ser nominat al premi Grammy en la categoria "New Age" pel seu àlbum "Highland Cathedral" (2000). Continua sent un artista popular al seu país natal i a tot el món en llocs com la "Casa Blanca i Carnegie Hall.
El 28 d'octubre de 2009, Coulter va rebre un premi "BASCA Gold Badge Award" en reconeixement de la seva contribució única a la música.

## Vida personal
El primer matrimoni de Coulter va ser amb Angela Coulter; el seu segon fill va néixer amb la síndrome de Down i va morir als quatre anys. Amb els ànims de Luke Kelly, va escriure la cançó "Scorn Not His Simplicity" per ajudar-lo a passar el moment difícil. Kelly va gravar la cançó i va aparèixer al LP "Revolution de The Dubliners" el 1970, convertint-se en la versió definitiva, sent gravada posteriorment per diversos artistes.
El 1974, Coulter es va apropar Luxemburg per escriure una cançó per al Festival d'Eurovisió de 1975, després del seu èxit amb "Puppet on a String", que va guanyar pel Regne Unit el 1967, i la seva "Congratulations" ("Enhorabona", gravada per Cliff Richard), que gairebé va guanyar el 1968. Mentre buscava un cantant, va veure a Geraldine Brannigan en un anunci de televisió Guinness a Dublín i va sentir que havia de conèixer-la. Va representar Luxemburg i va quedar en cinquè lloc. Més tard va dir en una entrevista a Miriam Meets... a RTÉ Radio 1 que era amor a primera vista.
El novembre de 1998, Coulter es va casar amb Brannigan en una cerimònia discreta a l'oficina de registre de Wicklow, presenciada pels seus sis fills, Danielle, Dominique, Alexandra, Daragh, Ryan i Georgina, i 16 convidats. Coulter i la seva dona viuen a Bray, al comtat de Wicklow.

## Política
Ignorant l'àmplia campanya internacional contra el règim de l'apartheid i l'empresonament de Nelson Mandela, Coulter va actuar a una Sud-àfrica antidemocràtica el maig de 1983 i el seu nom va ser inclòs al registre d'animadors que van viatjar a aquest país pel Centre contra l'apartheid de les Nacions Unides, que es va publicar el 1986.
El 2002, Coulter va ser animat per l'organització "Save the Swilly" a córrer al Dáil per protegir Lough Swilly de la destrucció aqüícola. Després d'una certa deliberació, va concloure que els compromisos laborals i familiars no li permetrien el temps necessari per ocupar el càrrec polític. En aquella època, el germà de Coulter va morir ofegat en un incident a Irlanda, que també va provocar que Phil es retirés de la indústria musical durant algun temps.

## Esport
Coulter és un antic president del "Derry City Football Club" i se sap que és partidari del club, després d'haver intentat ajudar el club amb els seus problemes financers a principis dels anys 2000. També ha ajudat els rivals locals de Derry City, "Finn Harps", en el seu moment de necessitat. El seu fill Ryan juga a la porteria del "Forward Madison FC".
El 1995, la Unió de Futbol de Rugbi Irlandès va encarregar a Coulter que escrivís un himne políticament neutral per a la selecció nacional de rugbi d'Irlanda, que representa tant a Irlanda del Nord com a la República d'Irlanda. El resultat va ser "Ireland's Call", que es juga al costat i, en alguns casos, en lloc de "Amhrán na bhFiann". A més de ser utilitzat tant per la selecció nacional de rugbi d'Irlanda com per les seleccions nacionals júnior, "Ireland's Call" també ha estat adoptat pels equips nacionals d'hoquei, cricket i lliga de rugbi d'Irlanda i pel grup "Celtic Thunder" el cant mundialment reconegut.

## Premis
Coulter ha rebut doctorats honoris causa per la "Universitat d'Ulster" (1988), "Dublin Institute of Technology" (2006), i "The Open University" (2018).